# Mulino Parisio
Il Mulino Parisio (Mulén ed Parîṡ in bolognese, conosciuto soprattutto come Molino Parisio) era un mulino ad acqua alimentato dal Canale di Savena, situato a Bologna all'incrocio tra le attuali via Toscana, via Parisio e via Delle Armi.
Il Molino Parisio esisteva già nel 1410. Si è sempre detto che l'edificio era del 1600, ma ciò non è vero, date le ultime ricerche che hanno rivelato la sua storia.
Quindi, la sua presenza è stata documentata dal XV secolo come mulino per la macinazione di cereali. La sua attività è proseguita fino all'anno 1983, quando la proprietà ha stabilito la chiusura e la cessazione di ogni sua attività produttiva, mantenendo per qualche tempo una rivendita di farina e granaglie. Attualmente con il nome "Molino Parisio" si suole indicare l'edificio che ospitava il mulino, il complesso degli edifici limitrofi e la ciminiera ad esso collegata, mozzata nel 2012.

## Storia

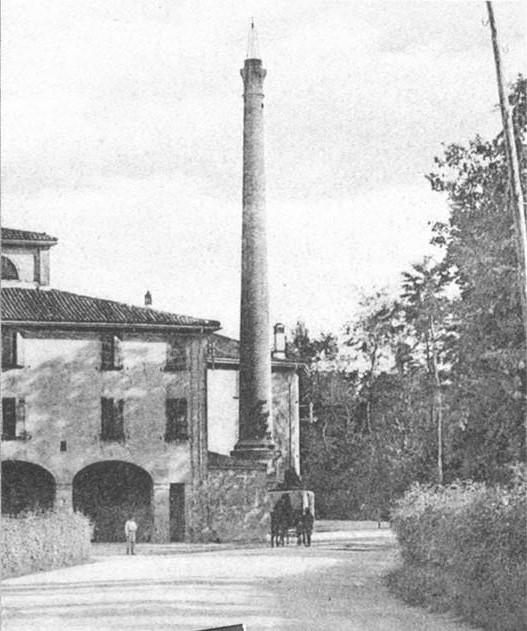
Il mulino all'inizio del XX secolo

Secondo una recente ricerca storica, effettuata su antichi documenti presso gli Archivi della città di Bologna, il Molino Parisio nel 1410 esisteva già, ma con altro nome: Molino dè Beldeporto. I risultati della ricerca storica sono stati pubblicati nel 2017, nel libro di Erica Landucci "Il mulino dimenticato. Storia del Molino Parisio".
Dunque, fu costruito almeno prima del XV secolo e, a quell'epoca, era di proprietà di un'antica famiglia nobiliare bolognese, i Lambertini, famiglia che dette poi i natali a Prospero Lambertini, proprio colui che guidò la diocesi di Ancona poi di Bologna (il "Cardinal Lambertini") e infine fu eletto papa nel 1740 come Benedetto XIV.                                    
Era un'ampia costruzione con un portico spazioso prospiciente la via Toscana e veniva utilizzato per la macinazione di grano, granoturco, cereali minori, legumi, castagne, ma anche biade ed alimenti per animali.

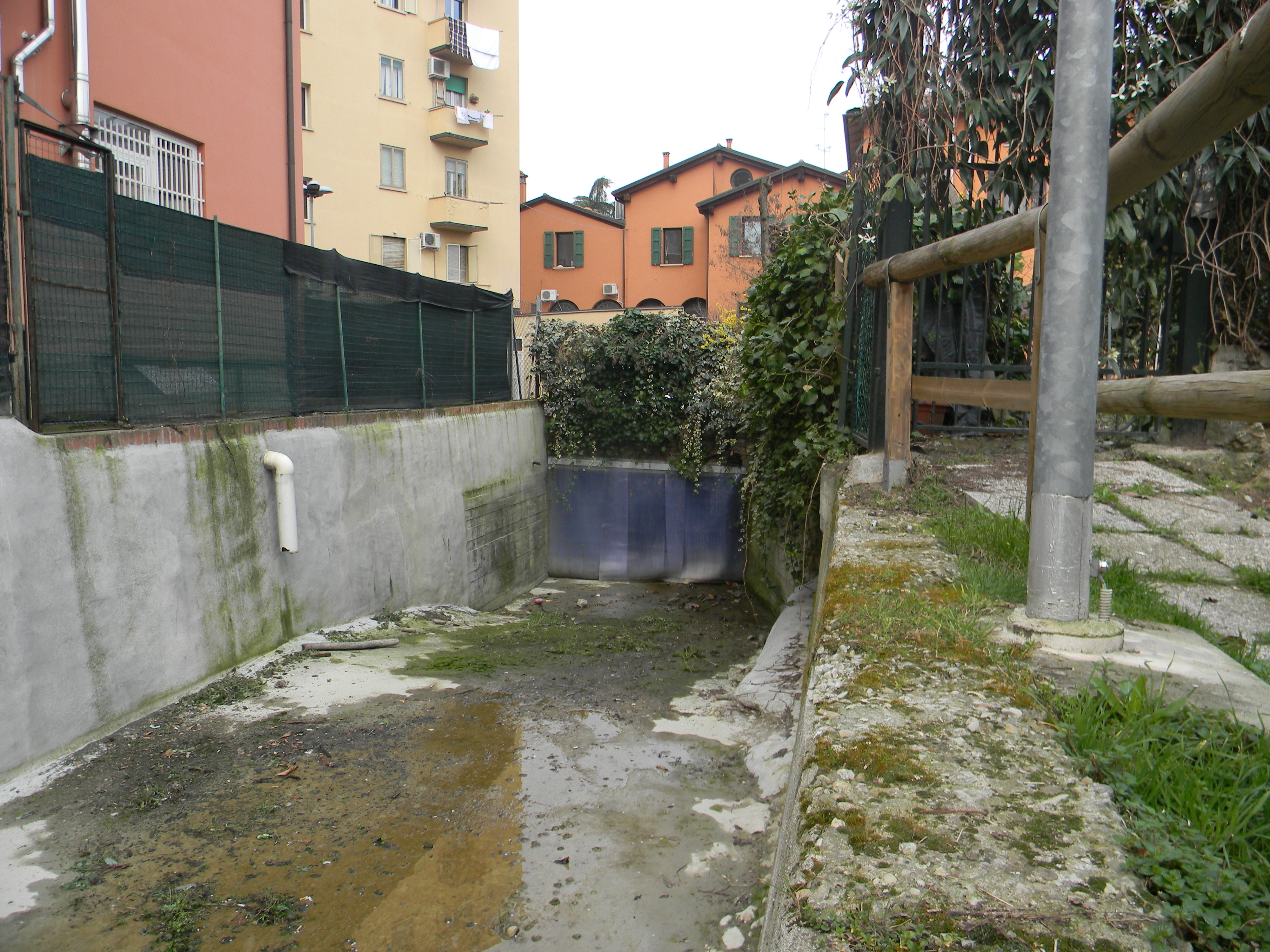
Canale di Savena nel tratto scoperto, accanto alla pista ciclabile nei pressi del Molino Parisio

Il mulino era alimentato dal Canale di Savena, scavato dai bolognesi nel 1176 o forse anche prima secondo alcuni studiosi, per volontà e a spese del Comune.
Nell'XI secolo, infatti, con la nascita dell'Università, vi era stato a Bologna un forte incremento demografico dovuto all'arrivo di moltissimi studenti provenienti da tutta Europa. Ne conseguì un aumento della domanda di prodotti alimentari, di prodotti per la persona (cuoio e tessuti) e di pergamena per l'attività dello Studio.
Per questo motivo nel 1176 il Comune di Bologna incaricò due Consoli, Alberico Scannabecchi e Buvalello, per il riordino del Savena: si procedette dunque allo scavo del Canale di Savena che, con le sue acque, avrebbe alimentato tutte le attività produttive e agricole della zona, oltre a fornire le acque necessarie alla parte meridionale del fossato delle nuove mura della città (le mura del Mille, dette dei Torresotti). Contemporaneamente, furono costruiti nuovi mulini e vennero spostati dal torrente Savena al nuovo canale i mulini preesistenti.
Da sempre il Canale di Savena  ha avuto una scarsa portata d'acqua: questo problema era molto sentito nel Medioevo e lo sarebbe stato anche nei secoli successivi, quando mugnai e ortolani, eludendo le norme imposte, prelevavano l'acqua del canale abusivamente durante la notte. Nonostante la sorveglianza e le sanzioni stabilite, le autorità cittadine non riuscirono mai a frenare efficacemente tale abuso.
In origine il Mulino Parisio era una costruzione che sorgeva in zona di campagna (contea) e circondato da un piccolo borgo. Con l'abbattimento delle mura cittadine e l'aumento degli insediamenti abitativi nel corso del XX secolo, il mulino è entrato a far parte del territorio della città.
Nel XVII secolo la proprietà del Molino Parisio passò dai Lambertini ai Conti Zani.

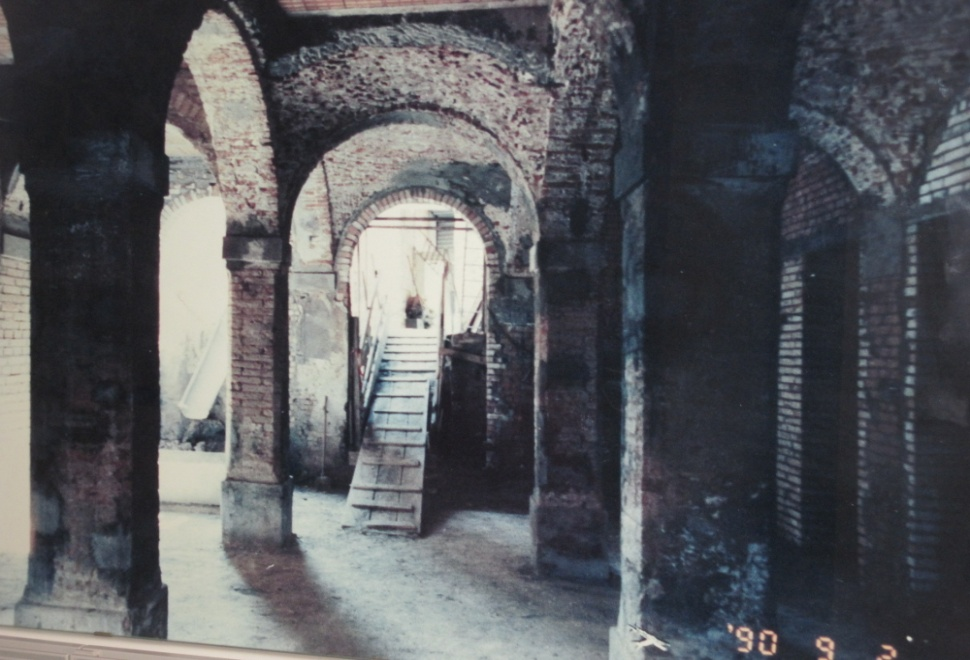
Ristrutturazione interni del mulino in corso. Pianta quadrata con pilastri e archi a volta.

Con il passare del tempo le pale vennero mosse, oltre che dall'acqua del canale, anche dal vapore e dall'elettricità: nel 1883 venne pertanto costruita una ciminiera per la dispersione dei fumi e dei gas prodotti dalla combustione. La ciminiera divenne così, tra gli edifici e le strade del territorio circostante, un punto di riferimento ben riconoscibile e col tempo familiare.
Il Molino Parisio è stato l'ultimo mulino funzionante di Bologna e, nel suo ultimo periodo di attività, divenne un punto vendita di granaglie all'ingrosso e al dettaglio.
Notizie dirette del mulino sono legate a racconti dell'ultimo mugnaio, Franco Facchini, che ricorda le difficoltà ed i rischi nel manovrare strumenti ormai invecchiati.
Nel 1983 il Molino Parisio cessò la sua attività e i locali vennero successivamente venduti e ristrutturati per ospitare un'agenzia bancaria e uffici. Recentemente l'edificio e il suo territorio sono stati riqualificati dalla costruzione di una pista ciclabile nella zona adiacente al mulino, lungo il tratto scoperto del Canale di Savena.

### Abbattimento della ciminiera

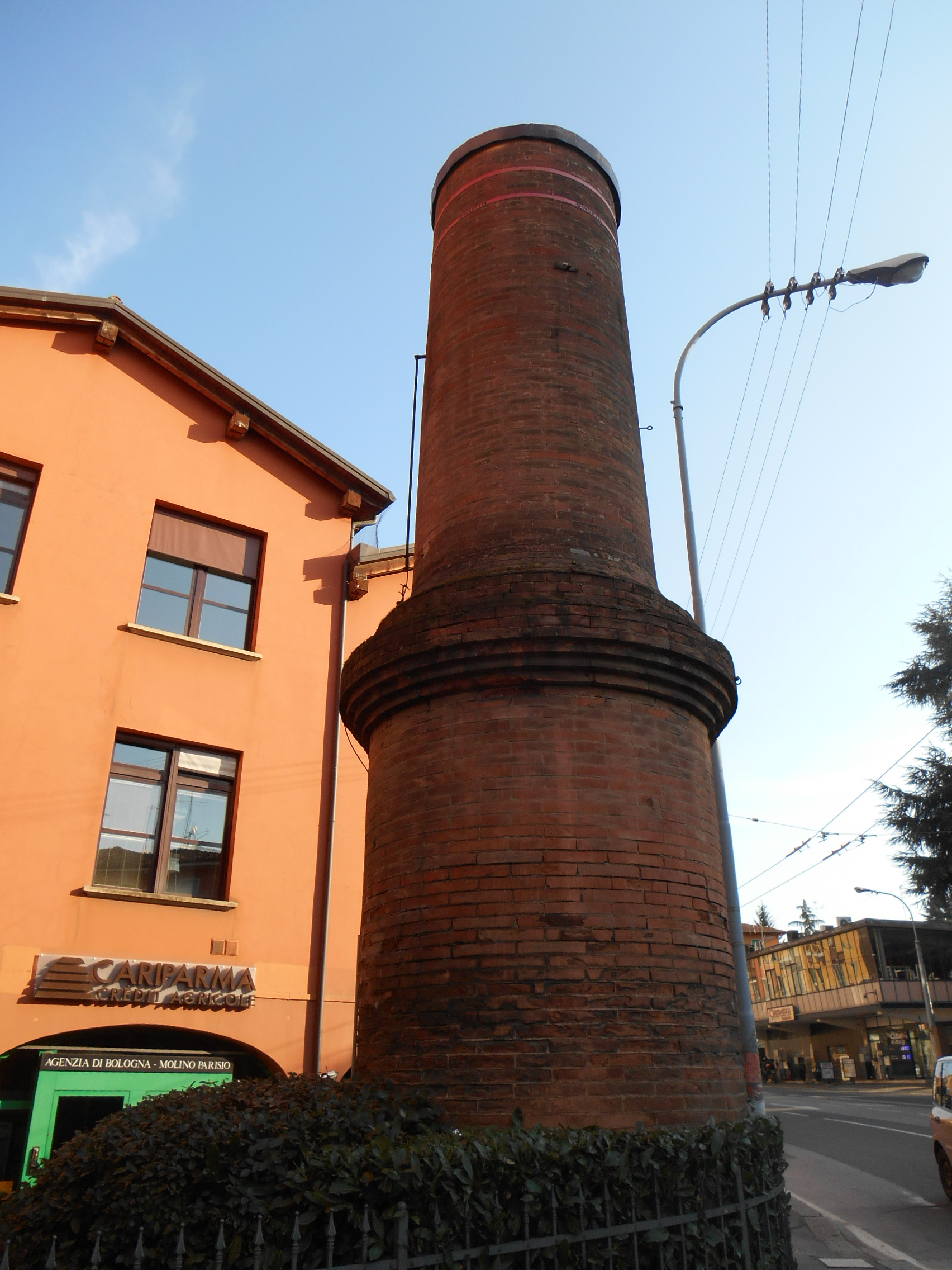
La ciminiera mozzata a seguito del terremoto del 2012

L'11 giugno 2012, dopo oltre un secolo dalla sua costruzione, la ciminiera del Molino Parisio è stata parzialmente abbattuta a seguito del sisma verificatosi il 20 maggio dello stesso anno: le diverse scosse avevano destato un allarme per la sicurezza e l'incolumità pubblica a causa dell'altezza della ciminiera, per questo i vigili del fuoco, allertati, avevano richiesto che la ciminiera fosse messa in sicurezza. Le autorità comunali hanno in breve tempo stabilito l'abbattimento, pertanto la sua altezza è stata dimezzata e ridotta a circa 12 metri. Tale abbattimento ha suscitato immediate proteste da parte della cittadinanza: a sostegno di queste reazioni, quindi, le organizzazioni Italia Nostra e Legambiente hanno ideato un progetto per ricostruire la parte abbattuta. Tale progetto è stato fortemente sostenuto da diverse associazioni del territorio, tra le quali l'associazione La Rosa dei Venti, la cui sede si trova nell'edificio accanto a quello del mulino stesso.

## Funzionamento del mulino

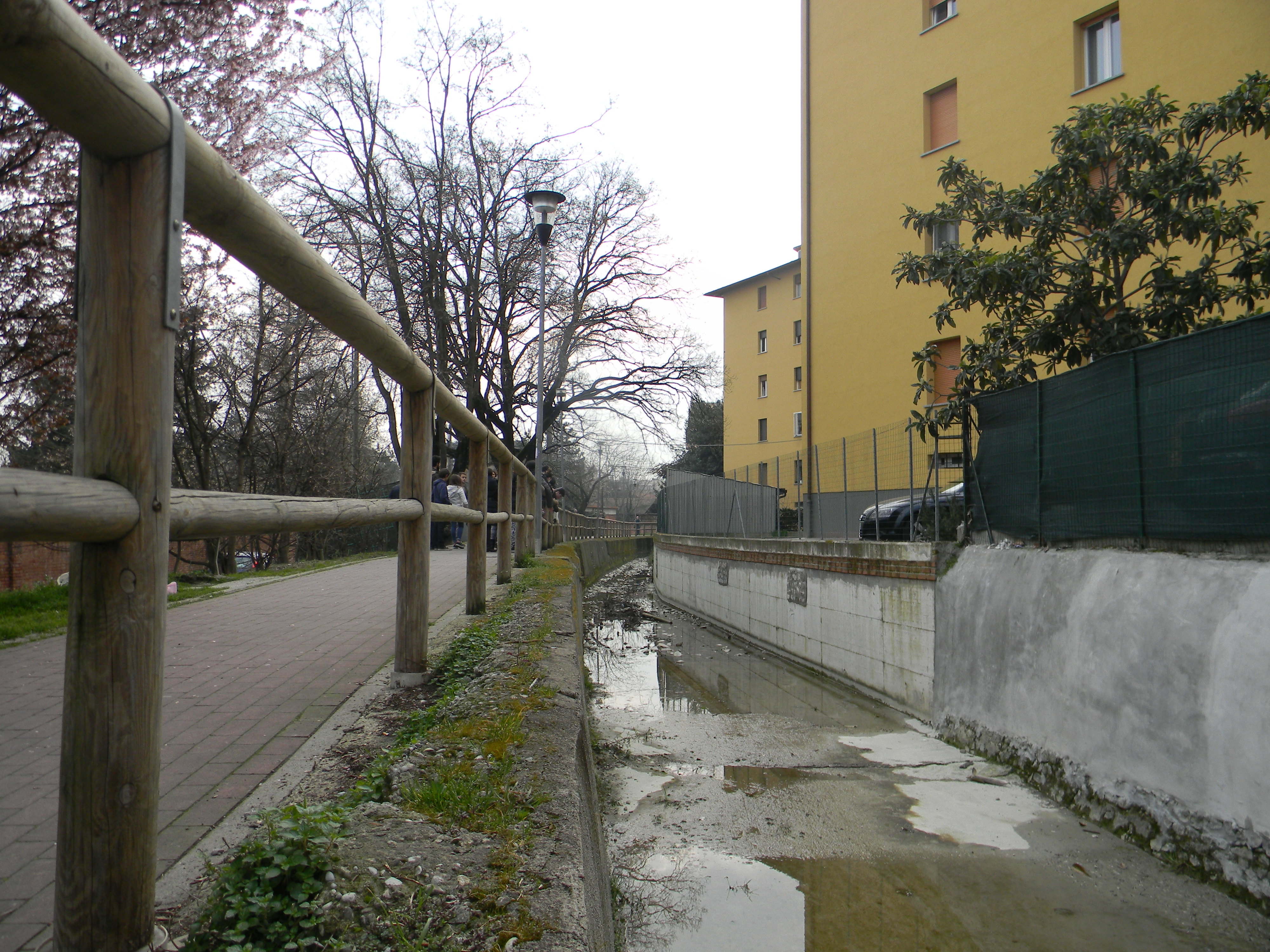
1 – Canale di Savena nel tratto scoperto, accanto alla pista ciclabile nei pressi del Molino Parisio.

Nel tempo l'energia utilizzata per muovere gli ingranaggi del mulino è stata l'acqua, successivamente il vapore, prodotto dalla combustione del carbone e dagli scarti di lavorazione, infine l'elettricità.
Il Molino Parisio macinava grano, orzo, farro, avena, granoturco, riso, castagne e ghiande per l'impasto dei maiali, trasformandoli in farine. Le ruote del mulino erano orizzontali e fino al 1976 funzionava con energia idrica ed elettrica. Disponeva di quattro macine che potevano  macinare fino a due tonnellate di frumento al giorno.
Il funzionamento si basava su un sistema meccanico che comprendeva motore (ruota idraulica), trasmissione del movimento (asse o ingranaggi) e struttura operatrice (macina).
Nei sotterranei l'acqua muoveva un albero a cucchiai di legno il cui movimento orizzontale era trasmesso ad una macina rotonda di pietra (andadoura) che ruotava sopra una macina ferma (dormiente).
La ruota orizzontale con pale a cucchiaio, detta ritrecine, era costituita da un palo centrale; nella parte inferiore erano disposti a forma di ruota pale di legno ricurve a forma di cucchiaio. L'acqua, prelevata dal canale, precipitava in una condotta inclinata, doccia, che andava  a colpire tangenzialmente le pale della ruota. La parte più alta del palo centrale, albero della ruota, passava attraverso la macina inferiore ed era fissata per mezzo di una nottola di ferro alla macina superiore girante.
La parte più importante tra quelle in legno erano i catini, fissati al fuso per mezzo di biette dello stesso materiale; si ricavavano dal legno umido di quercia, perché resisteva all'acqua e non marciva. I principali fattori che determinavano la rottura delle pale erano il sole, i sassi trasportati dal fiume e l'usura del tempo.
La macina era la parte più importante di un mulino, fondamentale  per macinare la farina. Era formata da due mole (da cui deriva molino), di solito ricavate da una pietra speciale completamente di sasso, di un blocco unico (quella francese era fatta di tanti sassi uniti e saldati insieme). Erano solcate da sottili canali a raggiera che frantumavano il cereale e spingevano la farina  all'esterno; essa poi veniva raccolta in contenitori di legno sottostanti. Regolando la distanza tra le due macine si ottenevano farine più o meno fini secondo il prodotto e l'impiego.
Da una cassetta a tronco di piramide capovolta (tramoggia) si metteva il grano da macinare. Il grano attraverso il foro scendeva tra le due mole e veniva triturato. Il macinato che si otteneva cadeva in una canaletta e separato dalla crusca: quest'ultima cadeva in un setaccio che divideva la più grossa dalla più fine, mentre la farina veniva raccolta in una cassa.

### Pilla da riso e macinazione
Nell'Ottocento la lavorazione del riso veniva effettuata tramite "sgusciatura" e "brillatura", attraverso una pilla funzionante con turbine a vapore quando l'acqua del canale Savena era insufficiente.
Per rendere il  mulino ad acqua più produttivo, si è dovuto risolvere il problema della trasformazione del movimento trasmesso dalla ruota idraulica; nel Medioevo questo avveniva grazie all'impiego della camma. La camma convertiva il moto circolare continuo in rettilineo alternato, come quello di un palo che batte. Sull'albero motore collegato alla ruota a pale venivano fissati dei tasselli sagomati posti a intervalli regolari che sollevavano un'asta scorrevole lungo il proprio asse. Il peso dell'utensile o una molla facevano tornare ogni volta l'asta nella posizione iniziale. L'energia idraulica agiva solo in una delle due fasi del movimento alternato.
L'operatore azionava le paratoie, (saracinesca in legno, metallo o cemento, che regolavano il flusso dell'acqua), l'acqua iniziava a spingere la ruota idraulica del diametro di cinque metri, poi si azionavano i pestelli ed infine il setaccio puliva il riso dalle impurità.

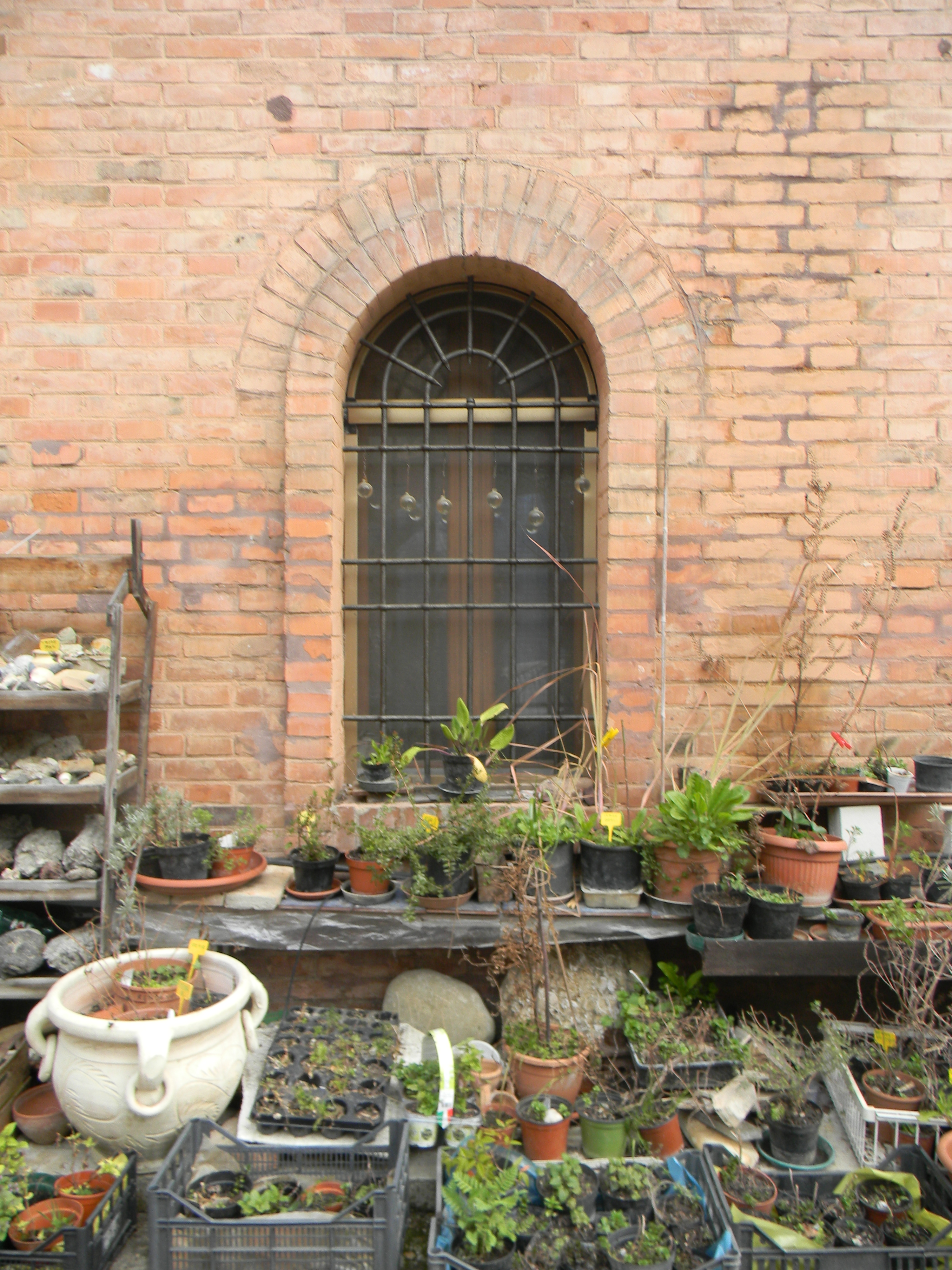
Esposizione di piante officinali ed aromatiche nel cortile retrostante il caseggiato del Molino Parisio

## La zona del Molino Parisio
Attorno al mulino erano sorte abitazioni con orti e campi, irrigati anch'essi dalle acque del Canale di Savena, attraverso alcune canalette secondarie di cui sono tuttora visibili alcune strutture nel sottosuolo. Fino agli inizi del Novecento, infatti, l'odierna via Pontevecchio, che è il proseguimento di via Parisio, si chiamava “Via delle Acque”, proprio perché in quel luogo giungevano dal Parisio diverse canalette scavate per irrigare i campi limitrofi. Le vicinissime via Degli Orti e via Degli Ortolani derivano il nome dalle attività ortive, mentre le vie Dei Lamponi, Delle Fragole e Dei Mirtilli traggono la propria denominazione dalle coltivazioni di frutta presenti in zona. Non distante da questi luoghi vi è pure via Dei Maceri, nei pressi di Via Pontevecchio: in quella zona fino a metà del Novecento si coltivava la canapa. L'acqua del Canale di Savena, convogliata dal Torrente Savena all'altezza di San Ruffillo attraverso la chiusa omonima, alimentava dunque anche importanti coltivazioni ortofrutticole, oltre ai numerosi mulini edificati nei secoli. 

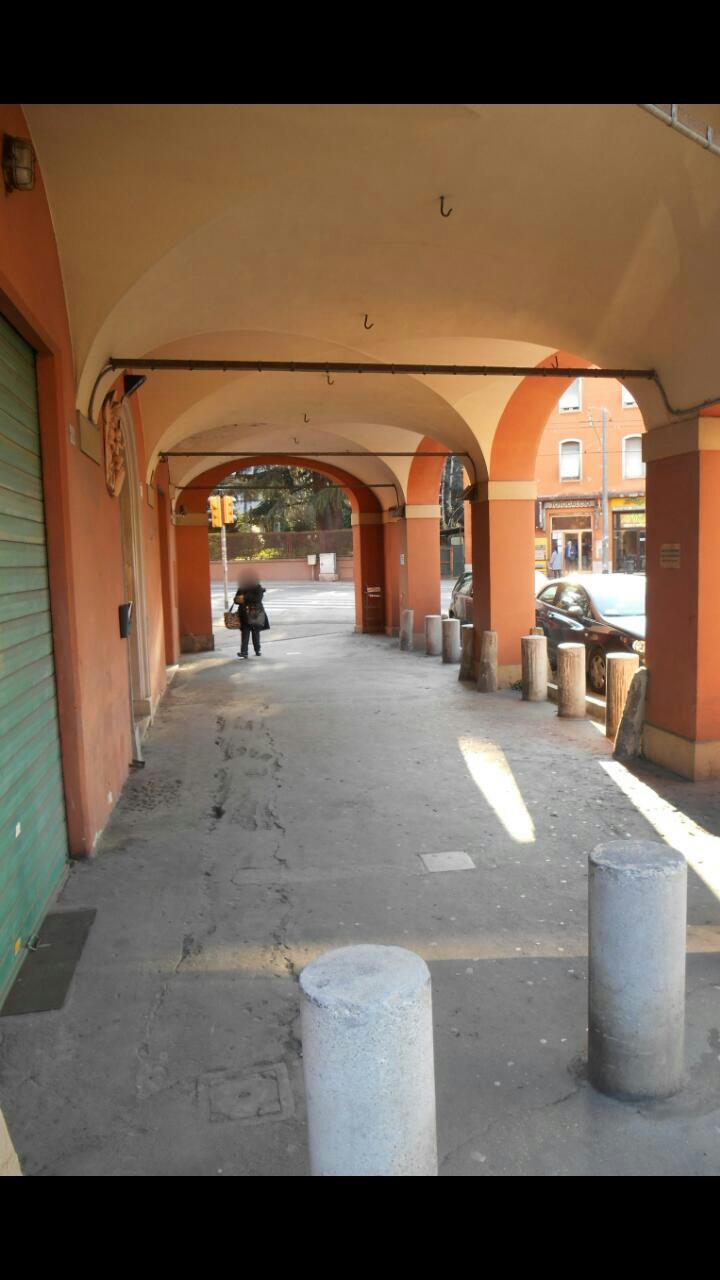
Porticato adiacente all’ingresso del Molino Parisio, all’incrocio tra via Delle Armi, Via Parisio e via Toscana.

Nei pressi del Molino Parisio si aggiunsero, grazie alla presenza dell'acqua, anche tintorie, concerie, vetrerie e falegnamerie che nel tempo, insieme alle abitazioni, costituirono un piccolo ma significativo centro abitato, accanto al borgo di Chiesa Nuova, luogo di culto edificato nel 1585. 

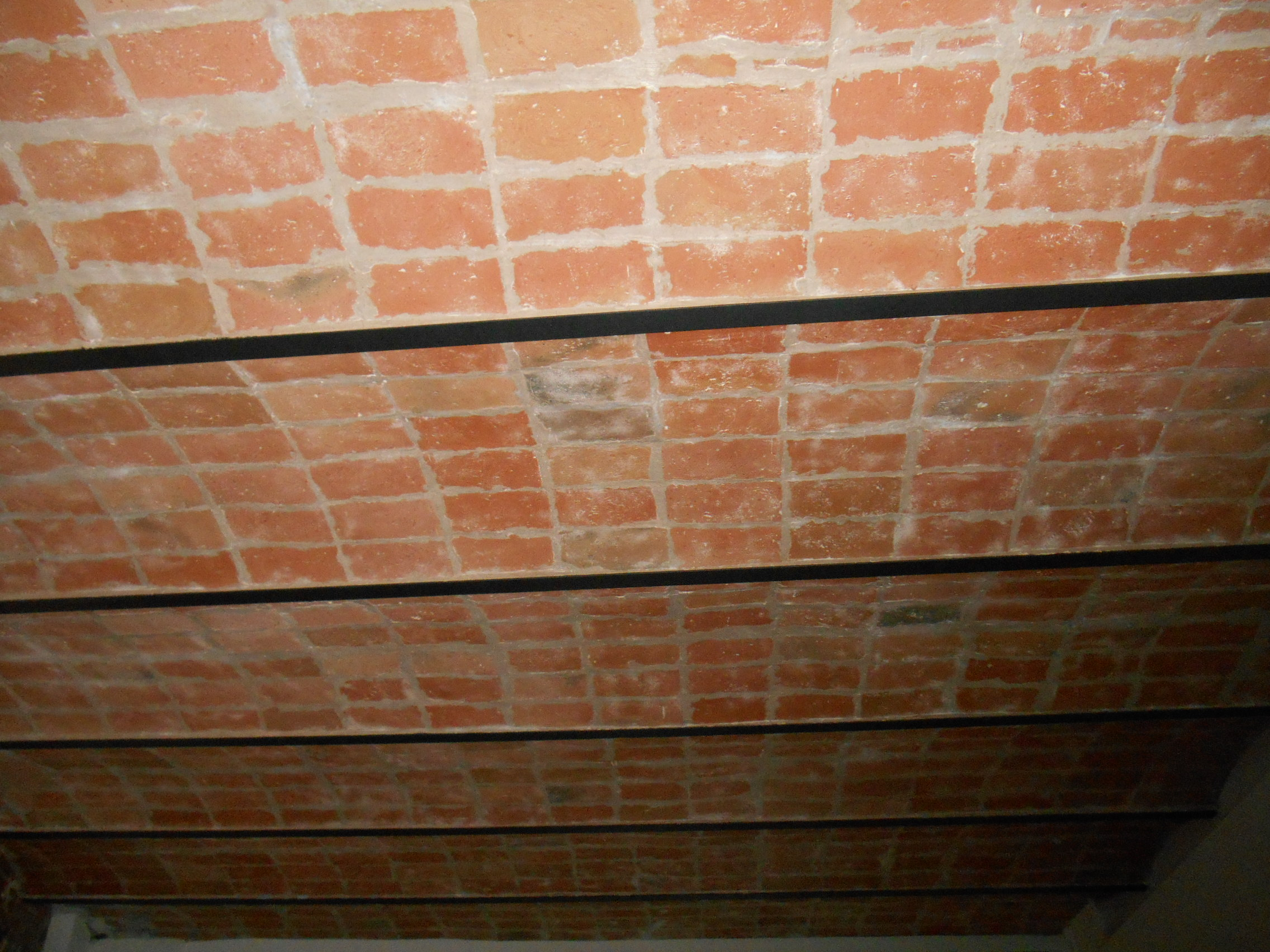
Soffitto fine ottocento dei locali della lavanderia del sig. Bonfiglioli, attualmente sede dell’associazione “La rosa dei venti”.

Agli inizi dell'Ottocento venne costruito in via Delle Armi 5 un deposito per i sacchi di grano del mulino; tale deposito in seguito venne utilizzato come abitazione, chiamata per un certo periodo “Casa del mugnaio”, e nei primi decenni del Novecento divenne temporanea sede del fascio locale.
Nel 1924, accanto al Molino Parisio, alla stazione di posta e al deposito del grano, in via Delle Armi sorse una lavanderia ad opera del sig. Adrasto Bonfiglioli. La lavanderia disponeva dell'acqua necessaria per la presenza del canale e degli spazi all'aperto per l'asciugatura dei panni nei prati adiacenti. Tali spazi vennero nel 1936 requisiti dalle autorità per l'ampliamento della caserma dell'Esercito intitolata a Corrado Mazzoni, giovane militare bolognese caduto in battaglia durante la Prima Guerra Mondiale. Tale caserma rese la zona del Molino Parisio un punto di riferimento per i soldati di leva che si trasferivano a Bologna e, durante le due guerre mondiali, anche i carri armati percorrevano le vie della zona per periodiche esercitazioni. 

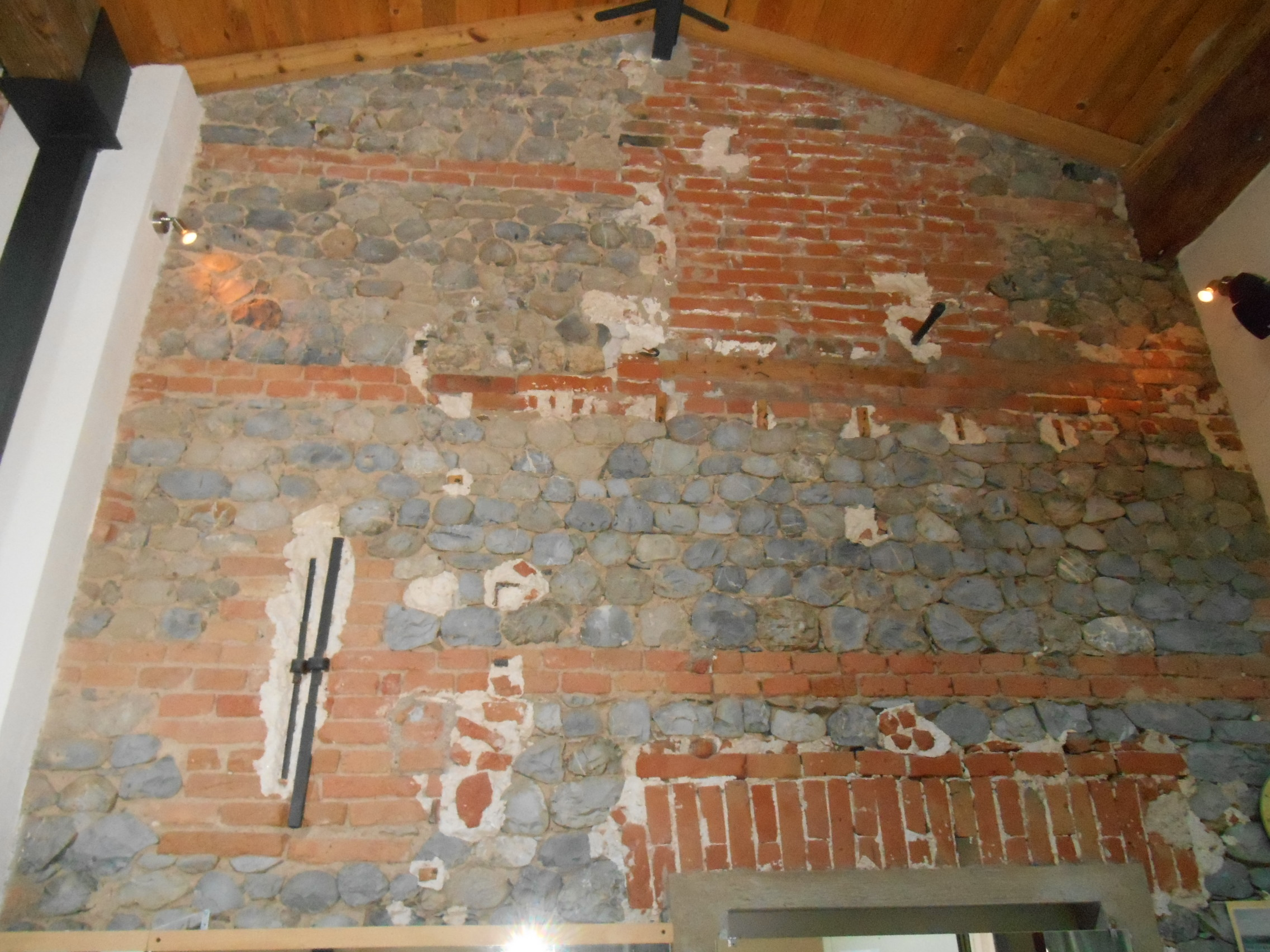
Facciata cinque-seicentesca in “opus mixtum e opus incertum” dell'abitazione confinante l'edificio originario del mulino con sassi del Savena e catene di rinforzo.

Recentemente i locali della lavanderia di Bonfiglioli sono stati ristrutturati, portando alla luce una facciata dell'abitazione di fine Ottocento, in mattoni, e un'altra bellissima facciata del Settecento del complesso del mulino con “opus mixtum e opus incertum”. I locali della lavanderia sono ora sede dell'associazione La Rosa dei Venti.